# خراش‌دندان‌ها
خراش‌دندان‌ها (نام علمی: Parodon) نام یک سرده از تیره ماهی‌های خراش‌دندان است.